# ジランドーニ空気銃
ジランドーニ空気小銃 M1780（ジランドーニ エアーライフル M1780）は、18世紀末期にオーストリア軍に採用された軍用空気小銃である。歴史的に弾倉を備えた最初の実戦小銃とされる。

## 歴史
1778年に南チロルの時計職人バルトロメス・ジランドーニによって試作された圧縮空気式連発ライフルは、革新的な物を好む神聖ローマ帝国皇帝ヨーゼフ2世によって1779年に採用され、一時は運用中止となったが、レオポルト2世とフランツ2世によって再運用され、1780年から1815年頃までオーストリア軍で使用され、1787年からの墺土戦争にも投入された。
ジランドーニ空気小銃に関する多くの文献には、対人有効射程125～150ヤード（114～137m）と記載されており（比較として、当時のマスケットの有効射程は50～90m以下）、中にはさらに長距離を記載している例もある。マズル射出時のエネルギーは約159J（ジュール）で、これは小口径の.22LRの175Jと比べても、悪く無い数値であり、十分に殺傷可能であった。暴発や燃焼煙が無いことや、発砲音が小さい、という利点もあった。また点火機構が露出していた銃と比べ雨天時など水気に強い等の利点もあった。弾倉を有しており、当時の前装式単発銃と比べ、エアーが続く間は速射性で大きく優った。軍用を引退した後は民間人に猟銃として売られた物もあった。
銃身腔内には、当時のライフルが7～8条なのに対し、12条ものライフリングが施されていた。角柱状のクロスボルト（尾栓）が左右にスライドするだけで球状弾丸を装填（後装式）できる手動装填装置付きの、22発入り管状弾倉（チューブラーマガジン）を、銃本体右側面に備えていた。管状弾倉の前端には、スライド蓋が付いた弾丸装填口があった。管状弾倉の右横にはクロスボルトを左に押し戻すための板バネが付いていた。
クロスボルトには、前側に弾丸を収めるための窪み（薬室に相当）と、その後ろに細い気道があり、上方から見て、窪みを管状弾倉の出口の位置に合わせるよう、クロスボルトの左側面を指で押し込んで、右にスライドさせて、窪みに弾丸が収まったら、指を離せば、管状弾倉の右横の板バネの弾性により、自動的に左にスライドして、窪みと気道が銃身とエアータンクに直線に並ぶよう、元の定位置に戻る。定位置では管状弾倉の出口はクロスボルトが塞いでいる。
管状弾倉内には弾丸を後方に送り出すバネ（送弾機構）は無いので、銃口を上に向けた状態で、重力を利用して弾丸を窪みに落として、装填作業を行う。そのため重力式弾倉（グラビティ・マガジン）とも呼称される。
管状弾倉の後方にマッチロック銃やフリントロック銃の物に類似した撃鉄を備えるが、内部機構を作動させるための物であり打撃するための物ではない。撃鉄を起こし、引き金を引くと、撃鉄が落ち、内部機構が作動して、瞬間的にエアータンクのバルブが開放され、圧縮空気が気道を通って、窪みの弾丸を押し出すことで、発砲する。
銃床を兼ねた取り外し可能（ねじ式）なエアータンク（空気貯槽）は約30発～50発の発砲が可能であったが、取り外したエアータンクを満たすのに（手動ポンプで自転車のタイヤに空気を入れるように）約1,500往復の手動圧縮（ポンピング）を要した。その後、ワゴン搭載のコンプレッサーが用意された。この容量1リットルでフルチャージ状態で54～67気圧になるエアータンクは、リベットで留められ蝋付けで密封された薄鉄板から作られており、当時の技術で製造することは非常に困難であり、常に供給が不足していた。このエアータンクは総生産数1,500挺の銃本体に対し4,500個製造された。加えて、本銃は非常に繊細で、エアータンクの小さな破損で空気漏れを起こし操作不能になった。また、当時の他の兵器とは大きく異なり、使用するには広範な訓練が必要であった。
ルイス・クラーク探検隊は、交易拠点での火薬の補給の必要の無い、このライフルを使って遠征を行い、遠征中に遭遇したアメリカ先住民のほぼすべての部族に向けてデモンストレーションを行った。
ジランドーニ空気小銃で実用化された空気銃は、ヨーロッパ各国に広がっていき、日本にもオランダを通じて伝わり、1819年には日本初の国産空気銃が国友の鉄砲鍛冶である国友一貫斎により製作された。